# Lojze Dolinar
Lojze Dolinar, slovenski kipar, * 19. april 1893, Ljubljana, † 9. september 1970, Ičići pri Opatiji, Hrvaška.
Šolal se je na akademijah na Dunaju in v Münchnu, med 1. svetovno vojno je bil v Judenburgu, po njej v New Yorku, večkrat v Parizu in Italiji. 1932 se je preseli v Beograd, kjer je 1946 na tamkajšnji akademiji postal redni profesor za kiparstvo. Po letu 1959 je živel in delal v Kranju. Leta 1953 je postal dopisni, tik pred smrtjo (1970) pa redni član Slovenske akademije znanosti in umetnosti (SAZU). 1969 je dobil Prešernovo nagrado. 
Sodi med kiparje srednje generacije, ki so svoj ustvarjalni zenit dosegli v času med obema vojnama. Njegov prvi učitelj na umetnoobrtni šoli je bil Alojzij Repič. 
Dolinar je že v svojih zgodnjih delih, kot sta Slepi in Portret Riharda Jakopiča, nakazal izrazito drzne izrazne možnosti, s katerimi prestopa v področje ekspresivnega modeliranja. Imel je izjemen občutek za monumentalne figure, s katerimi se je izkazal v širšem jugoslovanskem prostoru in v Sloveniji. Ustvaril je dinastična spomenika (Peter I, Aleksander I. Zedinitelj) jugoslovanskih kraljev v Ljubljani. Oba so podrli Italijani ob okupaciji Ljubljane. Bil je eden od priljubljenih sodelavcev Jožeta Plečnika, ko sta oblikovala spomenike slovenskim skladateljem (deset portretnih glav), Ilirski steber in druge spomenike. Izjemna je postavitev Dolinarjevega bronastega Mojzesa nad stranski vhod NUK. Med poznimi deli je spomenik NOB v Kranju. 
Dolinarjeva zapuščina je od 1966 predstavljena v posebni muzejski zbirki v Kranju, kjer je Dolinar oblikoval tudi enega svojih zadnjih NOB spomenikov na glavnem trgu. Dolinar je pokopan na Žalah v Ljubljani.